# Incilius coccifer
Incilius coccifer – gatunek płaza bezogonowego z rodziny ropuchowatych (Bufonidae). Występowanie: południowy Meksyk i Ameryka Centralna (Gwatemala, Salwador, Honduras i Nikaragua do północno-zachodniej Kostaryki). Naturalnymi siedliskami Incilius coccifer są nizinne, suche i wilgotne lasy. Zasiedla również zaburzone obszary, takie jak pastwiska, przydrożne rowy, ogrody i pustostany na obszarach miejskich. Jest to liczny i rozpowszechniony gatunek, który nie jest narażony na poważne zagrożenia.